# لابی‌گری در جمهوری اسلامی ایران

## نظامیان
سپاه پاسداران انقلاب اسلامی توانست قدرت سیاسی خود را پس از جنگ ایران و عراق افزایش دهد. قرارگاه خاتم الانبیا بازوی اقتصادی سپاه پاسداران تا کنون چندین قرارداد به ارزش میلیاردها دلار را بدون برگزاری مناقصه برده‌است. چهار قرارداد بدون برگزاری مناقصه که سپاه آن‌ها رابه عهده گرفته‌است به شرح زیراست.
- قرارداد اول:

نخستین قرارداد بین شرکت ملی گاز ایران و قرارگاه سازندگی خاتم الانبیا منعقد گردید. این قرارداد احداث خط لوله گاز برای انتقال ۵۰ میلیون متر مکعب از گاز عسلویه از طریق استان هرمزگان به استان سیستان و بلوچستان بطول ۹۰۰ کیلومتر است. مبلغ قرارداد۳/۱ میلیارد دلار است. در مراسم امضای این قرارداد که مهم‌ترین پروژه نفتی واگذار شده به سپاه پاسداران است کاظم وزیری هامانه وزیر نفت و سردار سید یحیی رحیم‌صفوی فرمانده سپاه پاسداران حضور داشتند.
- قرارداد دوم:

به فاصلهٔ سه روز پس از امضای قرارداد سه میلیارد دلاری بین وزارت نفت و سپاه، یکی دیگر از شرکت‌های وابسته به سپاه پاسداران (شرکت ملی ساختمان) و یک شرکت وابسته به بنیاد مستضعفان (شرکت قرب)، قراردادی ۴/۲ میلیارد دلاری با مترو تهران امضا کردند. پروژه یاد شده به روش EPC اجرا می‌شود. یعنی مهندسی ساخت و طراحی پروژه به عهده دو شرکت یادشده بوده و بهره‌برداری توسط شرکت مترو صورت خواهد گرفت.
- قرارداد سوم:

توسعه فازها ۱۵ و ۱۶ پارس جنوبی به قرارگاه سازندگی خاتم‌الانبیاء سپرده شد. مبلغ قرارداد ۲٫۵میلیارد دلار است.
- قرارداد چهارم:

در تیرماه سال ۱۳۸۵وزارت نیرو تمامی پروژه‌های عمرانی آب و برق غرب کشور را به سپاه پاسداران واگذار گردید. در قراردادی بین وزارت نیرو و سپاه، کلیه پروژه‌های برقی آبی و سد سازی کشور که از این پس در حوزه آذربایجان غربی – کردستان – کرمانشاه – ایلام – لرستان و خوزستان اجرا خواهند شد، به‌طور صد در صد در اختیار پیمانکاران سپاهی قرار می‌گیرند.
پس از پیروزی محمود احمدی‌نژاد در نهمین دوره انتخابات ریاست جمهوری اعضای سپاه چندین پست دولت رابه دست گرفتند.

## بنیادها
بنیادهای مستضعفان و شهید که کنترل بسیاری از اموال مصادره شده از دوران پهلوی را بر عهده دارند، عملاً بیش از نیمی از اقتصاد ایران را تحت کنترل خود درآورده‌اند در شرایطی که هیچگونه نظارتی توسط مجلس و قوه قضائیه بر عملکرد آنان صورت نمی‌گیرد.
- بر اساس توافق نامه‌ای بدون مناقصه میان وزارت نفت دولت احمدی‌نژاد و بنیاد مستضعفان، این نهاد امکان تجارت نفت را بدست آورد. این برای اولین بار پس از ملی شدن صنعت نفت و خروج شرکت‌های انگلیسی از ایران بود که فروش نفت ایران به نهادی غیر انتخابی و خارج از نظارت واگذار گردید.[۴]

## بازاریان
هیئت‌های مؤتلفه و اتاق‌های بازرگانی دو بازوی بازاریان ایران برای تأثیرگذاری براقتصاد ایران هستند.

## آقازاده ها
در خرداد سال ۱۳۸۴ خورشیدی مهدی کروبی با انتشار نامه‌ای مجتبی خامنه‌ای فرزند علی خامنه‌ای را به لابی‌گری در نهمین دوره انتخابات ریاست جمهوری ایران به نفع محمود احمدی‌نژاد متهم کرد. در سال ۱۳۸۲ دادگاه رسیدگی به پرونده معروف به «المکاسب» که به اتهام فساد اقتصادی مدیران شرکتی به همین نام تحت مدیریت ناصر واعظ طبسی، پسر عباس واعظ طبسی، تولیت آستان قدس رضوی، رسیدگی می‌کرد، متهمان اصلی این پرونده را تبرئه کرد. شرکت المکاسب در دبی، یکی از امیرنشین‌های امارات عربی متحده دفتر داشت و ناصر واعظ طبسی مدیرعامل شرکت، در یکی از جلسات علنی دادگاه، دلیل تشکیل شرکت در دبی را «توصیه وزیر اطلاعات و برخی مقام‌های حفاظت اطلاعات سپاه» اعلام کرده بود اما نام این اشخاص برده نشد.